# José López Gallego
José López Gallego (ur. 19 września 1986) – hiszpański zapaśnik walczący w stylu klasycznym. Brązowy medalista mistrzostw śródziemnomorskich w 2016 roku.